# Hrvatska demokratska stranka prava
Hrvatska demokratska stranka prava, bila je politička stranka pravaškoga svjetonazora u Republici Hrvatskoj. Osnovao ju je Krešimir Pavelić nakon što je napustio Hrvatsku stranku prava.
Godine 1990. osnovana je Hrvatska stranka prava. Pravaški prvaci bili su Ante Paradžik, Dobroslav Paraga i Krešimir Pavelić. Oni su podnijeli najveći dio posla pri obnavljanju stranke, a kada je ustrojena, zauzeli su čelne pozicije. U srpnju 1991. godine Krešimir Pavelić podnosi ostavku na mjesto glavnoga tajnika HSP-a i izlazi iz stranke jer se nije slagao s osnivanjem Hrvatskih obrambenih snaga čiji je glavni stožer osnovan u lipnju 1991. S obzirom na to da su još neki drugi članovi HSP-a napustili stranku još ranije, on s njima osniva novu pravašku stranku 1992. godine.

## Povijest
Hrvatska demokratska stranka prava nosila je ime Hrvatska stranka prava "Dr. Ante Starčević" od 20. lipnja 1992., kada je osnovana odnosno konstituirana na osnivačkoj skupštini. Stranka je ubrzo registrirana 30. lipnja 1992., ali je Dobroslav Paraga, predsjednik HSP-a, smatrao da je nedopustivo stvaranje pravaške stranke s imenom koje je isto stranci kojoj je on na čelu, te je podnio Upravnom sudu RH tužbu kojom je tražio od suda da poništi Rješenje o registraciji stranke. Upravni je sud dao Paragi za pravo i po presudi (Broj presude: Us-2780/92-4) od 27. kolovoza 1992. godine Paveliću je naloženo da promijeni ime stranke. Tako je stranka 1992. godine dobila novo ime – Hrvatska demokratska stranka prava.
Stranka je godine 1994. imala oko 3500 članova, uglavnom iz Zagreba. Usprkos ratu, program stranke temeljio se, osim na Starčevićevom učenju, i na učenju Stjepana Radića o pacifističkoj i mirotvornoj agitaciji za slobodu i nezavisnost. Već u to doba postojalo je mnogo pravaških stranaka, pa je Pavelić redovito koalirao s njima. Tako je godine 1997. Pavelić stranku priključio udruzi “Okupljanje za Hrvatsku” pod patronatom Ante Đapića kao predsjednika HSP-a (Antu Đapića je Krešimir Pavelić i doveo u HSP početkom devedesetih). U udrugu su bili uključeni Hrvatska stranka prava (HSP), Hrvatska demokratska stranka prava (HDSP), Hrvatski narodni pokret – slobodna Hrvatska (HNP-SH), Hrvatski oslobodilački pokret (HOP) i Stranka hrvatskog državnog prava (SHDP).
Godine 1999., u siječnju, Pavelić je donio odluku da će se Hrvatska demokratska stranka prava bezuvjetno priključiti Hrvatskoj stranci prava pod vodstvom Ante Đapića. Iako je prije optuživao HSP-ovce da su agenti tajnih službi, Pavelić se odlučio pridružiti jedinom pravašu za kojeg je zbilja i potvrđeno da je svojevremeno imao dosje u KOS-u i da je bio njihov doušnik, ali su ga članovi na stranačkom saboru ipak odbili, pa se stranka nije pridružila Đapiću.
U novom tisućljeću, stranka ima ime Hrvatski pravaški pokret (iako se neko vrijeme još zvala i "Hrvatski pravaški pokret - Slobodna Hrvatska" - HPP-SH). Promjena u nazivu zapravo je rezultat udruživanja 2000. godine Hrvatske demokratske stranke prava (HDSP) i Hrvatskoga narodnog pokreta - Slobodna Hrvatska. Ta ujedinjenja stranka Hrvatski pravaški pokret 2001. godine imala je 1897 članova, a 2005. godine ujedinila se sa strankom Hrvatski pravaši, kojoj je na čelu Dražen Keleminec, još jedan čovjek koji je otišao od Parage i to zato što ga je ovaj otjerao zbog fizičkog nasilja koje je Keleminec činio nad svojom ženom, a stranka koja je nastala ujedinjenjem Keleminčevih i Pavelićevih pravaša zvala se Hrvatski pravaši – Hrvatski pravaški pokret (HP-HPP) (iako se formalno zvala "Hrvatski nacionalni blok", ali se taj naziv nije ustalio). Pomutnja s imenima tu nije završila, pošto je to ime zadržala samo dvije godine, pa se od 2007. godine zove Autohtona – Hrvatska stranka prava, a predsjednik te stranke je Dražen Keleminec, dok mu je Pavelić bio mentor i počasni predsjednik.

## Sjedišta
- Zagreb, Krste Ljubičića 4/II[2]
- Zagreb, Zvonimira Ljevakovića 4/II[3]